# Weißensberg
Weißensberg er en kommune i Landkreis Lindau, i regierungsbezirk Schwaben, i den tyske delstat Bayern.
Den er en del af Verwaltungsgemeinschaft Sigmarszell.

## Geografi
I kommunen findes ud over Weißensberg, landsbyerne Altrehlings, Eggenwatt, Grübels, Lampertsweiler, Metzlers, Oberhof, Rehlings, Rothkreuz, Schwatzen, og Wildberg.

## Historie
Weißensberg er nævnt første gang i 1264, men allerede omkring 1000 år tidligere har der gået en vigtig romervej gennem området.